# Ludolf Hermann Müller
Ludolf Hermann Müller (* 8. Oktober 1882 in Kalbe (Milde); † 14. Februar 1959 in Magdeburg) war Bischof der Evangelischen Kirche der Kirchenprovinz Sachsen.

## Leben
Müller wuchs als Sohn des konservativ eingestellten Superintendenten Julius Müller im altmärkischen Kalbe auf und besuchte dort auch bis 1893 die Volksschule. Von 1893 bis 1901 war er Schüler des Pädagogiums des Klosters Unser Lieben Frauen in Magdeburg und legte dort das Abitur ab. Von 1901 bis 1905 studierte Müller Evangelische Theologie in Tübingen, Leipzig und Halle. Während seines Studiums wurde er Mitglied beim Verein Deutscher Studenten Halle. Im Sommer 1905 schloss er sein Studium mit dem 1. theologischen Examen ab.  Nach einem einjährigen Lehrvikariat in Gollma bei Delitzsch und einer Tätigkeit als Hauslehrer im schlesischen Lauban wurde er nach bestandenem 2. theologischen Examen und Ordination 1909 für die Evangelische Kirche der altpreußischen Union Pfarrer an der Dorfkirche Dambeck in Dambeck in der Altmark. Dort engagierte er sich besonders im Kampf gegen den liberalen Deutschen Bauernbund. Während des Ersten Weltkriegs war er von 1915 bis 1916 freiwilliger Feldgeistlicher im deutsch besetzten Polen und ab 1917 Pfarrer in Schönsee in Westpreußen. Auch dort betätigte er sich wieder auf politischem Feld, als er sich im Deutschen Volksrat Westpreußens für die Belange der deutschstämmigen Bevölkerung einsetzte. Nach Angliederung Schönsees an die Woiwodschaft Pommerellen wurde er im August 1920 als angeblicher Aufrührer verhaftet und schließlich im November 1921 aus Polen ausgewiesen. Anschließend war er für das evangelische Hilfswerk Gustav-Adolf-Verein tätig und war Mitglied der verfassungsgebenden Kirchenversammlung der Altpreußischen Union.
Im März 1922 wurde Müller Pfarrer in Dingelstedt am Huy bei Halberstadt, am 1. April 1927 wurde ihm die Pfarrstelle in Heiligenstadt übertragen, und er wurde zum Superintendenten des Kirchenkreises Eichsfeld berufen. Nach der Machtergreifung durch die Nationalsozialisten 1933 wurde er Mitglied der Bekennenden Kirche und hatte eine führende Stellung in ihrem Leitungsgremium, dem Provinzialbruderrat. Wegen seiner Tätigkeit im regimekritischen Pfarrernotbund wurde er zeitweise zwangsbeurlaubt. 1937 wurde er wegen seiner Mitgliedschaft in der Bekennenden Kirche kurzzeitig inhaftiert. 1938 leistete Müller unter Hinzufügung einer persönlichen Zusatzerklärung nachträglich den Eid auf Adolf Hitler. Seine Einberufung zum Militärdienst am 1. September 1939 wurde bereits nach fünf Tagen wieder rückgängig gemacht.
Nach dem Zweiten Weltkrieg betätigte er sich im Auftrag des Provinzialbruderrates der Bekennenden Kirche maßgeblich beim Aufbau einer selbstständigen Kirchenprovinz Sachsen. Nachdem er zunächst in die vorläufige Kirchenleitung berufen worden war und kurz darauf deren Vorsitz und das Amt des Synodal-Präses übernommen hatte, wählte ihn die Kirchenleitung am 20. Mai 1947 einstimmig zum Bischof der neuen Kirchenprovinz. Am 16. Juli 1947 wurde er im Merseburger Dom in sein Amt eingeführt. Seine Amtszeit fiel in die Periode der sich bis 1952 steigernden kirchenfeindlichen Politik in der DDR. In Gesprächen mit den DDR-Politikern setzte er sich insbesondere für eine eigenständige kirchliche Verkündigung, für demokratische Wahlen und gegen die Drangsalierungen der Bauern ein. Es gelang ihm jedoch nicht, auf dem Höhepunkt der Kirchenverfolgung die Gewaltmaßnahmen gegen die kirchliche Jugend- und Studentenarbeit und gegen die diakonischen Einrichtungen zu verhindern. Während seiner Tätigkeit als Bischof wurde ihm die Ehrendoktorwürde der Theologischen Fakultät der Universität Halle verliehen. Am 1. Oktober 1955 ging Müller in den Ruhestand. 
Am 25. April 1911 hatten Müller und Irmgard Boy, Tochter des Superintendenten in Ziesar geheiratet. Aus der Ehe gingen fünf Kinder hervor. Zu ihnen zählen der spätere Bildungspolitiker Konrad Müller (1912–1979) und der Slawist Ludolf Müller (1917–2009).

## Werke
- Briefe aus den Jahren 1638-1648 von Elias v. Alvensleben zu Isernschnibbe an Valentin Joachim v. Alvensleben auf Erxleben (In: Dreißigster Jahresbericht des Altmärkischen Vereins für vaterländische Geschichte und Industrie zu Salzwedel. Abteilung für Geschichte, Magdeburg 1903, S. 46–99)
- Die unierte evangelische Kirche in Posen-Westpreußen unter der polnischen Gewaltherrschaft (Leipzig 1925)